# 帷子之辻車站

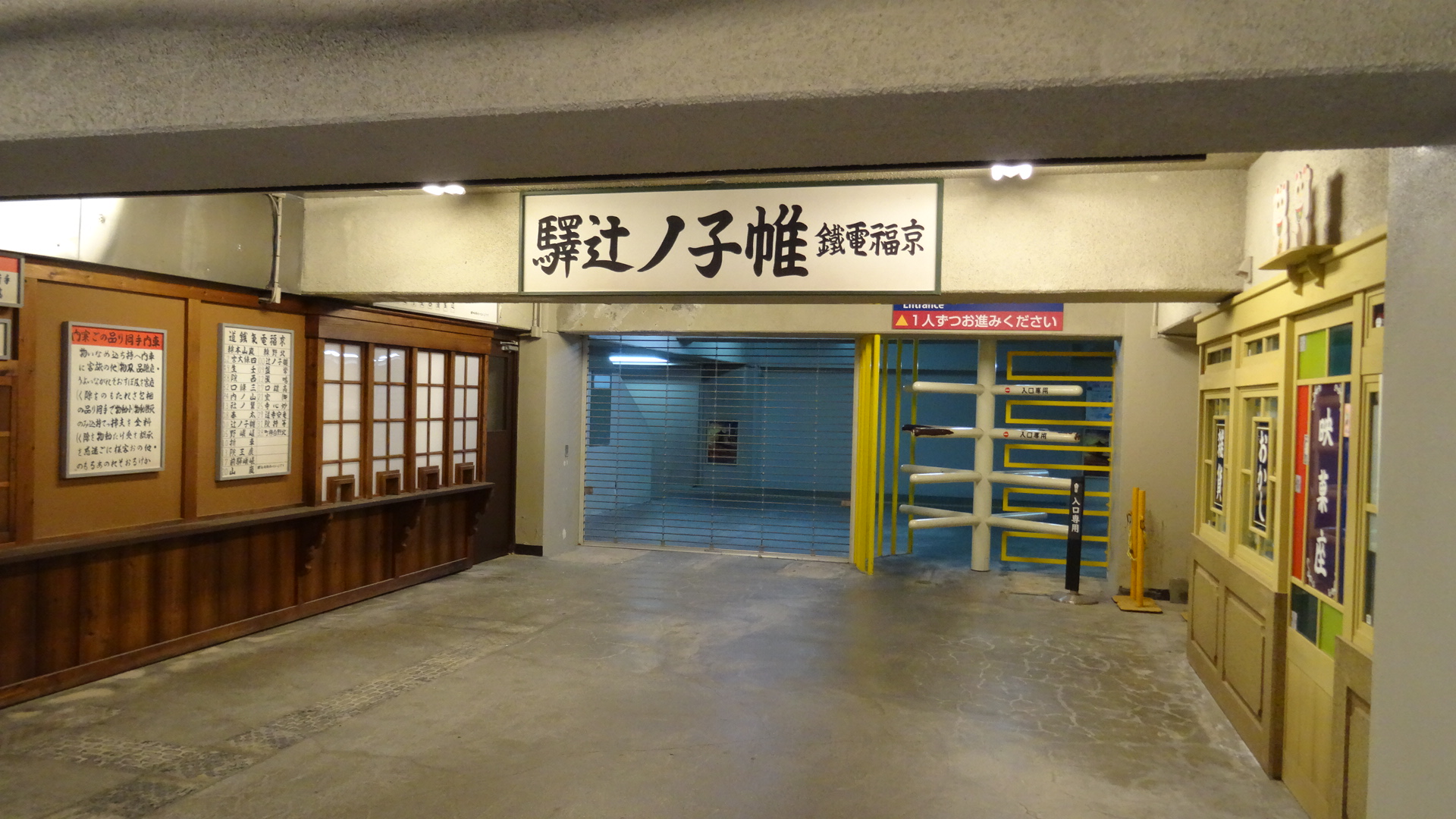
封閉後的驗票口(2023年4月)

帷子之辻車站（日语：／ Katabiranotsuji eki */?）是位於日本京都府京都市右京區太秦帷子辻町（太秦帷子ケ辻町），由京福電氣鐵道所擁有的鐵路車站。本站為該公司所擁有的兩條鐵路線嵐山本線與北野線的分歧車站，由於本站與JR西日本所屬的太秦車站之間相距僅300公尺，屬步行可及之方便距離，因此也經常被當作兩不同鐵路系統間的轉運車站使用。
本站的站名源自車站的所在地「太秦帷子之辻町」（太秦帷子ケ辻町），比較特殊的是地名中之的字與一般日文標準中發音為（Ga）不同，在此處是發（No）字的音，因此在車站名中改為以避免混淆。

## 歷史
- 1926年（大正15年）3月10日 - 京都電燈經營的嵐山電鐵北野線高雄口站（現在的宇多野） - 帷子之辻站間開通，本站開業[1]。
- 1942年（昭和17年）3月2日 - 路線繼承，成為京福電氣鐵道的車站[1]。
- 1973年（昭和48年）3月21日 - 車站大樓竣工。
- 2011年（平成23年）3月12日 - 1號月台南側設置地面驗票口，且關閉地下驗票口。也設置1號與2 - 4號月台連結的站內平交道。

## 車站結構
本站為側式、島式月台各1面，合計2面4線的地面車站。側式月台與島式月台之間以站內平交道及地下道來往。閘口面向1號月台（側式）的南側地面。只限有人閘口，不設自動閘機。

### 月台配置
| 月台 | 路線     | 目的地                                           |
| ---- | -------- | ------------------------------------------------ |
| 1    | 嵐山本線 | 嵐山方向                                         |
| 2    | 嵐山本線 | 四條大宮方向                                     |
| 3    | 北野線   | 北野白梅町方向（閑散期為留置車放置地）           |
| 4    | 北野線   | 北野白梅町方向                                   |
| 4    | 嵐山本線 | 嵐山方向（行樂期運行的北野白梅町開抵的直通列車） |

## 車站周邊
- 太秦站（JR嵯峨野線）- 往北約300公尺。
- 太秦醫院
- 松竹攝影所（日语：松竹撮影所）
- 京都市立蜂岡中學校
- 京都府道112号二條停車場嵐山線
- 桓武天皇皇子仲野親王高畠墓
- 蛇塚古墳

## 相鄰車站
京福電氣鐵道
 嵐山本線
太秦廣隆寺（A7）－帷子之辻（A8）－有栖川（A9）
 北野線
攝影所前（B1）－帷子之辻（A8）

## 外部連結
- 帷子之辻站 （页面存档备份，存于） - 京福電氣鐵道